# 林咲希
林咲希（日语：／ Hayashi Saki，1995年3月16日—），日本女子籃球運動員，效力於JX-ENEOS向日葵，主要位置為鋒衛搖擺人。

## 經歷
- 雷山Mini - 糸島市立前原中學校（日语：糸島市立前原中学校） - 精華女子高等學校（日语：精華女子高等学校） - 白鷗大學 - JX-ENEOS向日葵（日语：JX-ENEOSサンフラワーズ）（2017年－）

## 日本代表經歷
- 2015年夏季世界大學運動會
- 2015年威廉·瓊斯盃國際籃球邀請賽
- 2016年威廉·瓊斯盃國際籃球邀請賽
- 2017年威廉·瓊斯盃國際籃球邀請賽
- 2017年夏季世界大學運動會
- 2018年威廉·瓊斯盃國際籃球邀請賽
- 2018年亞洲運動會
- 2019年女子亞洲盃籃球賽
- 2020年夏季奧林匹克運動會
- 2021年女子亞洲盃籃球賽

## 外部連結
- 林咲希 - JX-ENEOSサンフラワーズ （日語）
- 林咲希 - WJBL （页面存档备份，存于） （日語）
- 林咲希的X（前Twitter）
- 林咲希的Instagram帳戶